# La Guàrdia (cim de Subirats)
La Guàrdia és una muntanya de 384 metres que es troba al municipi de Subirats, a la comarca de l'Alt Penedès.
Al cim podem trobar-hi un vèrtex geodèsic (referència 280126001) i la torre de la Guàrdia, d'origen medieval.